# هاروکا ترویی
هاروکا ترویی (انگلیسی: Haruka Terui; ۷ مارس ۱۹۸۷ – ) صداپیشه، و بازیگر اهل ژاپن بود. وی از سال ۲۰۰۹ میلادی تاکنون مشغول فعالیت بوده‌است.